# Friedrich von Gaedecke
Karl Martin Friedrich Ludwig von Gaedecke bzw. Karl Martin Ferdinand Ludwig von Gädecke (* 29. Oktober 1776 in Greifenhagen; † 9. Januar 1840 in Schwedt/Oder) war ein preußischer Generalmajor.

## Leben

### Herkunft
Er war der Sohn von Johann Philipp von Gaedecke (* 7. März 1737; † 21. August 1787) und dessen Ehefrau Sophie Dorothea Juliane, geborene von Engelbrecht († 1812). Sein Vater war Stabskapitän im Dragonerregiment „Graf Lottum“ und am 12. Januar 1787 durch König Friedrich II. in den erblichen preußischen Adelsstand erhoben worden. Zwei seiner Brüder kämpften ebenfalls in der Armee. August Hans Friedrich (1766–1813) fiel als Kommandeur des 13. Schlesischen Landwehr-Infanterie-Regiments bei Leipzig und Georg verstarb 1808 als Leutnant an den Folgen seiner Verwundung aus der Schlacht bei Jena.

### Militärkarriere
Gaedecke besuchte zunächst das Kadettenhaus in Berlin und trat am 20. März 1792 als Gefreitenkorporal in das Infanteriebataillon „von Troschke“ der Preußischen Armee in Silberberg ein. Am 30. Juli 1793 wurde er in das Infanterieregiment „von Crousaz“ versetzt und Mitte November 1793 zum Fähnrich befördert. Im Ersten Koalitionskrieg kämpfte Gaedecke bei der Belagerung von Mainz, in der Schlacht bei Kaiserslautern sowie den Gefechten bei Blieskastel, Ensheim und Blickweiler. Am 20. August 1794 avancierte er zum Sekondeleutnant und stieg 1797 zum Regimentsadjutanten auf. Im Vorfeld des Vierten Koalitionskrieges wurde er am 24. September 1805 zu Premierleutnant befördert. Während des Krieges wurde er in der Schlacht bei Jena verwundet und 1807 mit Halbsold inaktiv gestellt.
Nach dem Frieden von Tilsit wurde Gaedecke 1808 zum Platzkommandanten von Anklam ernannt und am 8. November 1811 zum Stabskapitän von der Infanterie befördert. In gleicher Eigenschaft war er ab dem 28. März 1812 kurzzeitig in Stolp tätig, bevor Gaedecke am 16. April 1812 den Posten als Hafenkommandant von Swinemünde übernahm. Vom 12. Oktober bis zum 21. Dezember 1812 folgte eine Verwendung bei der Gendarmerie. Anschließend wurde er als Kompanieführer in das Reserve-Bataillon des 1. Ostpreußischen Infanterie-Regiments versetzt. Im Vorfeld der Befreiungskriege wurde er am 25. Juni 1813 Kapitän und Kompaniechef im 1. Reserve-Infanterie-Regiment. Während des Krieges kämpfte Gaedecke in der Schlacht bei Großbeeren, bei Dennewitz erwarb er das Eiserne Kreuz II. Klasse, bei Leipzig den Orden der Heiligen Anna II. Klasse sowie den Schwertorden III. Klasse. Bei der Belagerung von Stettin wurde er verwundet. Am 31. März 1815 wurde er als Major in das 31. Infanterie-Regiment versetzt und nahm an den Schlachten bei Ligny und Wavre teil. Bei Wavre wurde er verwundet und mit dem Eisernen Kreuz I. Klasse ausgezeichnet.
Am 6. Oktober 1816 wurde er Bataillonskommandeur im 26. Infanterie-Regiment. Am 8. Juli 1819 wurde er dann Kommandeur des Berliner Landwehr-Regiments und am 1. März 1820 Kommandeur des I. Bataillons im 20. Landwehr-Regiment. Am 30. März 1827 wurde er zum Oberstleutnant befördert und zum Abschluss der Herbstmanöver am 22. September 1827 mit dem Johanniterorden ausgezeichnet. Am 29. März 1828 wurde Gaedecke Führer des 20. Infanterie-Regiments und am 30. Oktober 1828 als Kommandeur in das 20. Landwehr-Regiment versetzt. Am 30. März 1830 wurde er zum Oberst befördert. Unter Verleihung des Charakters als Generalmajor erhielt Gaedecke am 12. Mai 1832 seinen Abschied mit der gesetzlichen Pension. Er starb am 9. Januar 1840 in Schwedt an der Oder und wurde dort am 13. Januar 1840 beigesetzt.
Im Jahr 1815 schrieb der Oberst Stülpnagel in seiner Beurteilung: „Ein vorzüglicher Offizier, besitzt viele Dienstkenntnisse und den regsten Eifer und Willen, ebenso brav als umsichtig und tätig gegen den Feind und moralisch in seiner Führung, ein Stabsoffizier, der mit vollstem Recht die Empfehlung zu einer weiteren Beförderung verdient.“

### Familie
Gaedecke heiratete am 9. November 1812 in Schwellin (Kreis Köslin) Charlotte Ernstine von Flemming (* 11. November 1784; † 5. Dezember 1860), eine Tochter des Erblandmarschalls Karl Friedrich von Flemming (* 12. Oktober 1712; † 20. Oktober 1789) und dessen dritter Ehefrau Karolina Ludwiga von Blankenburg (1752–1790). Die Ehe blieb kinderlos.